# Renault Celtis
Renault Celtis war eine Traktor-Baureihe des Herstellers Renault Agriculture, der ehemaligen Traktorensparte des französischen Automobilherstellers Renault, die im Jahr 2003 in Produktion ging und von Claas, der Renault Agriculture im gleichen Jahr übernahm, unter dem Namen Claas Celtis weitergeführt wurde.

## Varianten
Renault Celtis wurde in folgenden Modellen gebaut:
| Modell                  | Motor                                  | Motorleistung in kW (PS) | Bauzeit   |
| ----------------------- | -------------------------------------- | ------------------------ | --------- |
| Renault Celtis 426 RC A | Vierzylindermotor mit Allradantrieb    | 53 (72)                  | 2003–2003 |
| Renault Celtis 426 RX A | Vierzylindermotor mit Allradantrieb    | 53 (72)                  | 2003–2003 |
| Renault Celtis 426 RC   | Vierzylindermotor mit Hinterradantrieb | 53 (72)                  | 2003–2003 |
| Renault Celtis 426 RX   | Vierzylindermotor mit Hinterradantrieb | 53 (72)                  | 2003–2003 |
| Renault Celtis 436 RC A | Vierzylindermotor mit Allradantrieb    | 59 (80)                  | 2003–2003 |
| Renault Celtis 436 RC   | Vierzylindermotor mit Hinterradantrieb | 59 (80)                  | 2003–2003 |
| Renault Celtis 436 RX   | Vierzylindermotor mit Hinterradantrieb | 59 (80)                  | 2003–2003 |
| Renault Celtis 436 RX A | Vierzylindermotor mit Allradantrieb    | 59 (80)                  | 2003–2003 |
| Renault Celtis 446 RC A | Vierzylindermotor mit Allradantrieb    | 66 (90)                  | 2003–2003 |
| Renault Celtis 446 RX A | Vierzylindermotor mit Allradantrieb    | 66 (90)                  | 2003–2003 |
| Renault Celtis 446 RC   | Vierzylindermotor mit Hinterradantrieb | 66 (90)                  | 2003–2003 |
| Renault Celtis 446 RX   | Vierzylindermotor mit Hinterradantrieb | 66 (90)                  | 2003–2003 |
| Renault Celtis 456 RC A | Vierzylindermotor mit Allradantrieb    | 74 (101)                 | 2003–2003 |
| Renault Celtis 456 RX A | Vierzylindermotor mit Allradantrieb    | 74 (101)                 | 2003–2003 |